# Цигани в США
Чисельність осіб циганського походження в Сполучених Штатах Америки, за розрахунками, складає близько 1 мільйона осіб. Попри те, що циганське населення значним чином піддалося асиміляції в американське суспільство, найбільша їх концентрація існує в штаті Орегон, та дещо менша — в штатах Мен, Вашингтон, Нью-Джерсі, Юта та Західна Вірджинія; окрім того, циганські громади існують в великих містах.

## Ставлення американців
Цигани, які своєю зовнішністю, походженням та звичаями помітно відрізнялися від інших європейців, почали оселятися в Америці в середині 19 століття, рятуючись від переслідувань в Європі. Більша частина американців не мала та не має зараз уяви про культурно-історичні упередження щодо циган з боку європейців. Тому, попри те, що сучасні американські цигани пам'ятають про попередні переслідування, вони не мають досвіду такої дискримінації, як в Європі. Внаслідок цього соціальні та економічні позиції циган в Сполучених Штатах значно кращі, аніж в Європі; багато з них ведуть успішний сімейний бізнес та інтегруються в суспільство без помітних меж поміж ними та іншими групами.
Внаслідок невеликої чисельності циган в США та відсутності культурно-історичного досвіду їхньої наявності, як в Європі, багато американців не мають уяви про циган як про окремий народ, та сприймають термін «gypsies» (відомий з літератури та кінофільмів) скоріше як рід діяльності, як культурно-історичну спадщину. У зв'язку з тим, що їхній етнонім нічого не означає для оточення, цигани зазвичай не відзначають себе як цигани серед нециганів; вони ідентифікують себе через громадянство, а не походження. Перепис населення США не відокремлює циган як групу, оскільки це не є ні національністю, ні релігією.

## Історія

Поширення осіб циганського походження згідно з переписом 2000 р.

Найбільша хвиля циганських іммігрантів прибула до США після їхнього звільнення з рабства в Румунії 1864 р. Після цього темпи циганської імміграції не зменшувалися, ба навіть збільшилися після східноєвропейських революцій 1989 р.
Романічал, перша чисельна група циган у Сполучених Штатах, прибула з Британських островів близько 1850 р. Східноєвропейські цигани, від яких походить більшість сучасного циганського населення США сьогодні, почали іммігрувати у другій половині 19 століття, приводом для чого стало скасування рабства в Румунії, а потім із інших часток Центральної та Східної Європи.
Ця хвиля імміграції включала групи, що розмовляли різними діалектами циганської мови: котлярі, мачвая, ловарі, чурарі, бояши (лударі) з Румунії та башалде зі Словаччини.
Циганська імміграція значно зменшилася під час перебування східноєвропейських країн в прорадянському блоці, але знов зросла після падіння комуністичних режимів з 1990-х рр.

## Групи
- бояши (лударі): походженням з Балканів, Угорщини та Банату, також відомі як рударі або баняши, ця субкультура прибула наприкінці 19 та на початку 20 століття.[4]
- угорсько-словацькі цигани: походженням з півночі колишнього Угорського королівства у складі Австро-Угорщини, ця група оселилась головним чином в індустріальних містах на півночі Сполучених Штатів на початку 20 ст. Серед них були такі групи, як олахі, ромунгре та башалде. Вони відзначалися музичними традиціями, виконували музику в кафе, нічних клубах та ресторанах, завдяки чому розповсюдили в штатах стиль «циганський джаз». Їхнє домінування в шоу-бізнесі зробило угорсько-словацьких циган найзначнішою з циганських груп, що прибули до Америки на початку століття, та сформували сучасний американський уяв про те, якими мають бути цигани.[4] В 1990 р. набула популярності циганська панк-музика.

## Масова культура
- «Той, що худне» — фільм за однойменним романом С. Кінґа.